# Colisée Vidéotron
Le Colisée Vidéotron est une salle multisports comprenant notamment deux patinoires intérieures située à Trois-Rivières, Québec, Canada. Il a officiellement ouvert ses portes le 12 septembre 2021. L'édifice remplace le vieillissant Colisée de Trois-Rivières et peut accueillir 4 750 spectateurs. Il est le plus important aréna de la région de la Mauricie. À compter de l'automne 2021, il accueille l'équipe professionnelle de hockey sur glace des Lions de Trois-Rivières de l'ECHL.

## Histoire
À la fin des années 2010, la ville de Trois-Rivières au Québec a commencé la construction d'un nouvel aréna pour remplacer le Colisée de Trois-Rivières, une patinoire qui a ouvert ses portes en 1938 et agissait principalement comme domicile des équipes de hockey des Patriotes de l'UQTR. Le nouvel aréna a coûté 60 millions de dollars canadiens à construire avec une ouverture prévue fin 2020, mais aucun locataire permanent n'avait été annoncé après que l'UQTR ait refusé le bail initial.
En raison de la pandémie de Covid-19 au Québec, l'ouverture prévue a été repoussée au début de 2021 alors que la ville était en pourparlers avec la ECHL pour l'ajout d'une équipe d'expansion devant être affiliée aux Canadiens de Montréal. En janvier 2021, l'équipe a été acceptée par la ligue pour la saison 2021-2022.
Le 10 juin 2021, le nom de l'équipe, les Lions, a été annoncé, rappelant le nom de la seule équipe professionnelle précédente à jouer dans la ville, de 1955 à 1960.
Le 9 septembre 2021, une entente entre Québecor et les Lions a été conclue pour nommer l'aréna « Colisée Vidéotron » pour une période de cinq ans. Le montant négocié n'a pas été divulgué.